# 糸数健一
糸数 健一（いとかず けんいち、1953年〈昭和28年〉8月18日 - ）は、日本の政治家。沖縄県与那国町長（1期）。
与那国町議会議長、与那国町議会議員（3期）を歴任した。

## 来歴
沖縄県八重山郡与那国町祖納出身。東京理科大学理学部第二部中退後、気象庁などを経て2006年（平成18年）に与那国町議会議員選挙に出馬し、初当選。その後、3期連続で当選を果たし、2014年（平成26年）9月から2017年（平成29年）6月まで議長を務めた。
2017年（平成29年）6月30日、議員を辞職し、同年8月6日投開票の与那国町長選挙に出馬。現職の外間守吉に28票差で落選した。
※当日有権者数：1,343人 最終投票率：92.93%（前回比： 2.55pts）
| 候補者名 | 年齢 | 所属党派   | 新旧別 | 得票数 | 得票率 | 推薦・支持 |
| -------- | ---- | ---------- | ------ | ------ | ------ | ---------- |
| 外間守吉 | 67   | 自由民主党 | 現     | 609票  | 51.1%  |            |
| 糸数健一 | 63   | 無所属     | 新     | 581票  | 48.9%  |            |

2021年（令和3年）、与那国町長選挙に出馬。雇用創出や町民の所得向上を掲げ、同年8月8日、現職の後継候補で前与那国町議会議長の前西原武三、元与那国町議会議員の池間龍一を破り、初当選。
※当日有権者数：1,327人 最終投票率：91.03%（前回比： 1.9pts）
| 候補者名   | 年齢 | 所属党派   | 新旧別 | 得票数 | 得票率 | 推薦・支持 |
| ---------- | ---- | ---------- | ------ | ------ | ------ | ---------- |
| 糸数健一   | 67   | 無所属     | 新     | 628票  | 52.8%  |            |
| 前西原武三 | 67   | 自由民主党 | 新     | 506票  | 42.6%  | 公明党支持 |
| 池間龍一   | 70   | 無所属     | 新     | 55票   | 4.6%   |            |

## 町政

### 与那国島の安全保障
町長就任後、糸数は台湾有事に備え、島外避難体制を確立するために与那国空港の滑走路を延伸することや比川集落に港湾を新設することなどを政府に要望。ミサイル部隊の配備などについても必要であるとの見解を示しており、配備の容認についても町長権限で判断する考えを示している。他方で配備に際しては国から住民への説明が必要との見解を示しており、「町民はミサイルに対して拒否反応が非常に大きく、不安払拭のために説明会を開くべき」としている。
2022年（令和4年）には武力攻撃を受けた際の応急対策や復旧に向けた資金の確保を目的とした「危機事象対策基金」の創設を公表し、同年9月に町議会で条例案が可決され、積み立てを進める方針を示した。
2023年（令和5年）6月15日、防衛省で浜田靖一防衛大臣と会談し、役場新庁舎にシェルターとして利用できる地下施設を作るための財政支援を要望した。